# Singoli al numero uno in India
La presente lista elenca i singoli alla posizione numero uno della classifica settimanale indiana, la IMI International Top 20 Singles Chart, che sono stati, nel corso delle settimane, i brani più riprodotti sulle piattaforme di streaming. La classifica è redatta dalla Indian Music Industry, l'associazione dell'industria musicale indiana.

## 2021
| Settimana    | Artista                       | Brano               | Note   |
| ------------ | ----------------------------- | ------------------- | ------ |
| 21 giugno    | BTS                           | Butter              | [ 1 ]  |
| 28 giugno    | BTS                           | Butter              | [ 2 ]  |
| 5 luglio     | BTS                           | Butter              | [ 3 ]  |
| 12 luglio    | BTS                           | Butter              | [ 4 ]  |
| 19 luglio    | BTS                           | Permission to Dance | [ 5 ]  |
| 26 luglio    | BTS                           | Permission to Dance | [ 6 ]  |
| 2 agosto     | BTS                           | Permission to Dance | [ 7 ]  |
| 9 agosto     | BTS                           | Permission to Dance | [ 8 ]  |
| 16 agosto    | BTS                           | Permission to Dance | [ 9 ]  |
| 23 agosto    | The Kid Laroi e Justin Bieber | Stay                | [ 10 ] |
| 30 agosto    | The Kid Laroi e Justin Bieber | Stay                | [ 11 ] |
| 6 settembre  | The Kid Laroi e Justin Bieber | Stay                | [ 12 ] |
| 13 settembre | The Kid Laroi e Justin Bieber | Stay                | [ 13 ] |
| 20 settembre | The Kid Laroi e Justin Bieber | Stay                | [ 14 ] |
| 27 settembre | The Kid Laroi e Justin Bieber | Stay                | [ 15 ] |
| 4 ottobre    | CKay                          | Love Nwantiti       | [ 16 ] |
| 11 ottobre   | CKay                          | Love Nwantiti       | [ 17 ] |
| 18 ottobre   | CKay                          | Love Nwantiti       | [ 18 ] |
| 25 ottobre   | CKay                          | Love Nwantiti       | [ 19 ] |
| 1º novembre  | CKay                          | Love Nwantiti       | [ 20 ] |
| 8 novembre   | CKay                          | Love Nwantiti       | [ 21 ] |
| 15 novembre  | CKay                          | Love Nwantiti       | [ 22 ] |
| 22 novembre  | CKay                          | Love Nwantiti       | [ 23 ] |
| 29 novembre  | CKay                          | Love Nwantiti       | [ 24 ] |
| 6 dicembre   | CKay                          | Love Nwantiti       | [ 25 ] |
| 13 dicembre  | CKay                          | Love Nwantiti       | [ 26 ] |
| 20 dicembre  | CKay                          | Love Nwantiti       | [ 27 ] |
| 27 dicembre  | CKay                          | Love Nwantiti       | [ 28 ] |

## 2022
| Settimana    | Artista                       | Brano                                   | Note   |
| ------------ | ----------------------------- | --------------------------------------- | ------ |
| 3 gennaio    | CKay                          | Love Nwantiti                           | [ 29 ] |
| 10 gennaio   | The Kid Laroi e Justin Bieber | Stay                                    | [ 30 ] |
| 17 gennaio   | Glass Animals                 | Heat Waves                              | [ 31 ] |
| 24 gennaio   | Glass Animals                 | Heat Waves                              | [ 32 ] |
| 31 gennaio   | Glass Animals                 | Heat Waves                              | [ 33 ] |
| 7 febbraio   | Glass Animals                 | Heat Waves                              | [ 34 ] |
| 14 febbraio  | Glass Animals                 | Heat Waves                              | [ 35 ] |
| 21 febbraio  | Glass Animals                 | Heat Waves                              | [ 36 ] |
| 28 febbraio  | Glass Animals                 | Heat Waves                              | [ 37 ] |
| 7 marzo      | Glass Animals                 | Heat Waves                              | [ 38 ] |
| 14 marzo     | Glass Animals                 | Heat Waves                              | [ 39 ] |
| 21 marzo     | Glass Animals                 | Heat Waves                              | [ 40 ] |
| 28 marzo     | Glass Animals                 | Heat Waves                              | [ 41 ] |
| 4 aprile     | Glass Animals                 | Heat Waves                              | [ 42 ] |
| 11 aprile    | Glass Animals                 | Heat Waves                              | [ 43 ] |
| 18 aprile    | Glass Animals                 | Heat Waves                              | [ 44 ] |
| 25 aprile    | Glass Animals                 | Heat Waves                              | [ 45 ] |
| 2 maggio     | Harry Styles                  | As It Was                               | [ 46 ] |
| 9 maggio     | Harry Styles                  | As It Was                               | [ 47 ] |
| 16 maggio    | Harry Styles                  | As It Was                               | [ 48 ] |
| 23 maggio    | Harry Styles                  | As It Was                               | [ 49 ] |
| 30 maggio    | Harry Styles                  | As It Was                               | [ 50 ] |
| 6 giugno     | Harry Styles                  | As It Was                               | [ 51 ] |
| 13 giugno    | Harry Styles                  | As It Was                               | [ 52 ] |
| 20 giugno    | BTS                           | Yet to Come (The Most Beautiful Moment) | [ 53 ] |
| 27 giugno    | Glass Animals                 | Heat Waves                              | [ 54 ] |
| 4 luglio     | Charlie Puth e Jungkook       | Left and Right                          | [ 55 ] |
| 11 luglio    | Charlie Puth e Jungkook       | Left and Right                          | [ 56 ] |
| 18 luglio    | Glass Animals                 | Heat Waves                              | [ 57 ] |
| 25 luglio    | Glass Animals                 | Heat Waves                              | [ 58 ] |
| 1º agosto    | Glass Animals                 | Heat Waves                              | [ 59 ] |
| 8 agosto     | Glass Animals                 | Heat Waves                              | [ 60 ] |
| 16 agosto    | Ruth B                        | Dandelions                              | [ 61 ] |
| 22 agosto    | Glass Animals                 | Heat Waves                              | [ 62 ] |
| 29 agosto    | Blackpink                     | Pink Venom                              | [ 63 ] |
| 5 settembre  | Ruth B                        | Dandelions                              | [ 64 ] |
| 12 settembre | Ruth B                        | Dandelions                              | [ 65 ] |
| 19 settembre | Chris Brown                   | Under the Influence                     | [ 66 ] |
| 26 settembre | Chris Brown                   | Under the Influence                     | [ 67 ] |
| 3 ottobre    | Chris Brown                   | Under the Influence                     | [ 68 ] |
| 10 ottobre   | Chris Brown                   | Under the Influence                     | [ 69 ] |
| 17 ottobre   | Chris Brown                   | Under the Influence                     | [ 70 ] |
| 24 ottobre   | Chris Brown                   | Under the Influence                     | [ 71 ] |
| 31 ottobre   | Chris Brown                   | Under the Influence                     | [ 72 ] |
| 7 novembre   | Sam Smith e Kim Petras        | Unholy                                  | [ 73 ] |
| 14 novembre  | Sam Smith e Kim Petras        | Unholy                                  | [ 74 ] |
| 21 novembre  | Sam Smith e Kim Petras        | Unholy                                  | [ 75 ] |
| 27 novembre  | Sam Smith e Kim Petras        | Unholy                                  | [ 76 ] |
| 5 dicembre   | Sam Smith e Kim Petras        | Unholy                                  | [ 77 ] |
| 12 dicembre  | Sam Smith e Kim Petras        | Unholy                                  | [ 78 ] |
| 19 dicembre  | Stephen Sanchez ed Em Beihold | Until I Found You                       | [ 79 ] |
| 27 dicembre  | Stephen Sanchez ed Em Beihold | Until I Found You                       | [ 80 ] |

## 2023
| Settimana   | Artista                       | Brano             | Note   |
| ----------- | ----------------------------- | ----------------- | ------ |
| 2 gennaio   | Stephen Sanchez ed Em Beihold | Until I Found You | [ 81 ] |
| 9 gennaio   | Rema e Selena Gomez           | Calm Down         | [ 82 ] |
| 16 gennaio  | Rema e Selena Gomez           | Calm Down         | [ 83 ] |
| 23 gennaio  | Rema e Selena Gomez           | Calm Down         | [ 84 ] |
| 30 gennaio  | Rema e Selena Gomez           | Calm Down         | [ 85 ] |
| 6 febbraio  | Rema e Selena Gomez           | Calm Down         | [ 86 ] |
| 13 febbraio | Rema e Selena Gomez           | Calm Down         | [ 87 ] |
| 20 febbraio | Rema e Selena Gomez           | Calm Down         | [ 88 ] |
| 27 febbraio | Rema e Selena Gomez           | Calm Down         | [ 89 ] |
| 6 marzo     | Rema e Selena Gomez           | Calm Down         | [ 90 ] |
| 13 marzo    | Rema e Selena Gomez           | Calm Down         | [ 91 ] |
| 20 marzo    | Rema e Selena Gomez           | Calm Down         | [ 92 ] |
| 27 marzo    | Rema e Selena Gomez           | Calm Down         | [ 93 ] |
| 3 aprile    | Rema e Selena Gomez           | Calm Down         | [ 94 ] |
| 10 aprile   | Rema e Selena Gomez           | Calm Down         | [ 95 ] |
| 17 aprile   | Rema e Selena Gomez           | Calm Down         | [ 96 ] |
| 24 aprile   | Rema e Selena Gomez           | Calm Down         | [ 97 ] |